# 旭川市立永山東小学校
旭川市立永山東小学校（あひかわしりつ ながやまひがししょうがっこう）は、北海道旭川市永山町に所在する公立小学校。
児童89名（2024年現在）

## 沿革
年表
- 1891年（明治24年）- 私立永山東小学校が開校[注 1][2]。
- 1897年（明治30年）- 永山尋常高等小学校の認可により永山尋常高等小学校東分教場に改称[2]。
- 1930年（昭和5年）- 校舎改築工事[2]。
- 1933年（昭和8年）- 体育館新築工事[2]。
- 1941年（昭和16年）- 国民学校令施行により永山国民学校東分教場に改称[2]。
- 1947年（昭和22年）- 学校教育法施行により永山村立永山小学校東分校に改称[2]。
- 1950年（昭和25年）- 校舎増築工事[3]。
- 1952年（昭和27年）- 永山村立永山東小学校として独立[2]。
- 1953年（昭和28年）- 校旗・校歌制定[2]。
- 1954年（昭和29年）- 町制施行により永山町立永山東小学校に改称[2]。
- 1956年（昭和31年）- 体育館が完成[2]。
- 1961年（昭和36年）- 旭川市に合併により旭川市立永山東小学校に改称[2]。
- 1969年（昭和44年）- 学校教育目標を改定[2]。
- 1986年（昭和61年）- 校舎増改築工事完成[2]。
- 1987年（昭和62年）- プ－ル完成[2]。
- 1988年（昭和63年）- グラウンド完成[2]。
- 2010年（平成22年）- 情緒学級を新設[2]。
- 2015年（平成27年）- 病弱学級を新設[2]。

## 教育目標
よく学び 励まし合って やりぬく子

## 学校行事
学校行事は以下の通り。
- 4月 - 1学期始業式、入学式、全国学力学習状況調査
- 5月 - 1年生を迎える会、奉仕活動
- 6月 - 運動会、遠足、修学旅行（6年）
- 7月 - 宿泊研修（5年）、1学期終業式、夏季休業
- 8月 - 2学期始業式
- 9月 -
- 10月 - 学芸会
- 11月 -
- 12月 - 2学期終業式、冬季休業
- 1月 - 3学期始業式、スキー学習
- 2月 - 学力検査（1-5年）
- 3月 - 6年生を送る会、卒業式、修了式、学年末休業

## 通学区域
通学区域は以下の通り。
- 永山町13丁目 - 16丁目
- 永山北1条12丁目 - 13丁目
- 永山北2条13丁目
- 永山1条23丁目 - 24丁目
- 永山2条23丁目 - 24丁目
- 永山3条23丁目 - 24丁目
- 永山4条23丁目 - 24丁目
- 永山5条23丁目 - 24丁目
- 永山6条23丁目 - 24丁目

## 進学先中学校
- 旭川市立永山中学校[7]

## 交通アクセス
鉄道
- JR宗谷本線永山駅より徒歩20分。

バス
- 道北バス「永山2条24丁目」停留所下車、徒歩2分。